# 512 a. C.
El año 512 a. C. fue un año del calendario romano prejuliano. En el Imperio Romano, fue conocido como el año 242 Ab Urbe condita.

## Acontecimientos
- Hegemonía de Chu en China.
- Los Persas llevan a cabo una expedición a la tierra de los Escitas.

- Datos: Q241890